# Orbis Typus Universalis

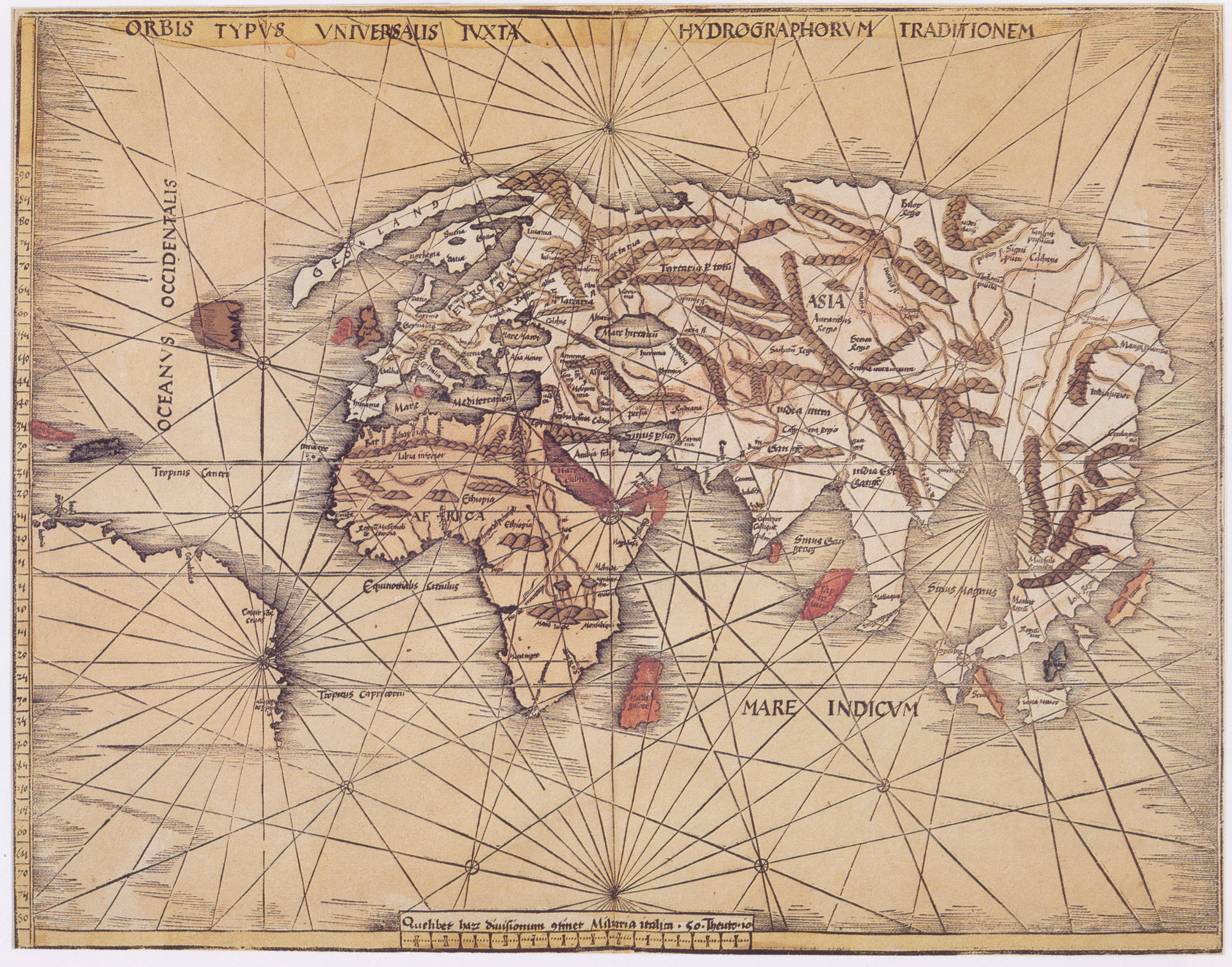
Orbis Typus Univeralis.

Orbis Typus Universalis iuxta Hydrographorum Traditionem (Carta del mondo secondo l'insegnamento degli idrografi) è il titolo di un planisfero disegnato dal geografo Martin Waldseemüller. Pubblicato per la prima volta a Strasburgo nell'atlante di Tolomeo del 1513, venne probabilmente disegnato nel 1505-1506.

## Descrizione
Il planisfero è una stampa che accompagnava l'atlante di Tolomeo. La copia conservata presso il National Maritime Museum di Greenwich misura 44,5 × 58 centimetri, su un foglio di 46,5 × 64 cm; le ristampe del 1522 sono più piccole.
Il titolo, ORBIS TYPVS VNIVERSALIS IVXTA HYDROGRAPHORVM TRADITIONEM, è inscritto sotto il bordo superiore. Il bordo sinistro contiene una scala di latitudine, mentre quello inferiore contiene una scala in miglia italiane. La carta è percorsa da linee diritte che ricordano le lossodromie dei portolani, ai quali si riferiscono gli «idrografi» del titolo, ma non è mai stata utilizzata per la navigazione.
Nonostante venga presentata come un planisfero, la carta non rappresenta i 360 gradi del globo terrestre: ad ovest, essa si interrompe alla longitudine delle Antille; ad est, oltrepassa a malapena le coste orientali dell'Asia. L'oceano Pacifico è quindi quasi completamente occultato, ma le sue coste, rappresentate senza discontinuità, scartano ogni possibilità di collegamento con l'America, a differenza di quanto avviene nel planisfero di Ruysch.
Su questa carta, la Groenlandia viene rappresentata come una penisola dell'Europa. Terranova è una terra isolata, di cui solo la costa orientale viene rappresentata in dettaglio, ed è priva di legenda. Le coste settentrionali e orientali dell'America del Sud sono continue.
Le Antille sono rappresentate da tre sole isole: Isabella (Cuba), la Giamaica, priva di legenda, e Spagnola (Hispaniola).
Ad ovest la costa dell'America del Sud si interrompe all'altezza del golfo del Venezuela. Vicino a questo si trovano due isole denominate Giga e Brasil. Più ad est, vicino al golfo di Paria, si trova la legenda Canibiles (cannibali). La dicitura Captit Ste Cruns (capo della Santa Croce) è situata su un capo vicino al sito della moderna Recife. Il punto più a sud è chiamato Alta pago de S. paulo (villaggio di San Paolo).
Anche la rappresentazione dell'Asia è basata in gran parte sulle recenti scoperte portoghesi: le proporzioni di India e Sri Lanka sono corrette, e diverse da quelle di Tolomeo. Vi è, tuttavia, una penisola fantasma nel Sud-est asiatico (ad est della penisola malese): secondo Tolomeo, l'Africa e l'Asia erano collegate alle loro estremità meridionali, ma il viaggio di Bartolomeo Diaz del 1487-1488 permise di dimostrare che tale collegamento non esisteva affatto; al massimo, per Waldseemüller, poteva essere presente una penisola.

## Storia
Anche se il planisfero venne pubblicato per la prima volta nel 1513, nell'edizione di Strasburgo della Geografia di Tolomeo, la sua data di realizzazione è sconosciuta. La data del 1505-1506 è plausibile per numerose ragioni: su di esso non compare ancora la celebre dicitura America utilizzata nel planisfero di Waldseemüller del 1507, la sua rappresentazione del Nuovo Mondo è ben più primitiva rispetto a quest'ultima e a quella delle altre carte presenti nell'atlante del 1513, e il planisfero è stato stampato su un formato più largo di quello delle altre carte, tanto che in numerose copie dell'atlante un bordo è stato tagliato. Al contrario, la rappresentazione dell'India e dello Sri Lanka è più «moderna» di quella del planisfero del 1507.
Secondo J. Siebold, sarebbe questa la carta che veniva soprannominata «carta dell'ammiraglio»; generalmente con questo nome viene indicata la carta Tabula Terre Nove, anch'essa presente nella Geografia. Nell'introduzione a questo atlante, Waldseemüller indica che «l'ammiraglio» è la fonte dei nuovi dati geografici. L'ammiraglio è molto probabilmente Cristoforo Colombo, che era noto con il titolo di «ammiraglio del mare Oceano».